# 60S ribosomal protein L35
60S ribosomal protein L35 ("60S-rybosomalne białko L14") – białko kodowane u człowieka genem RPL35.

## Funkcja
Rybosomy to organella komórkowe katalizujące syntezę białek. Składają się (u eukariontów) z podjednostki dużej 60S i podjednostki małej 40S. Podjednostki te razem składają się z 4 rodzajów RNA i około 80 strukturalnie odrębnych białek. RPL14 koduje białko rybosomalne wchodzące w skład podjednostki 60S. Białko to należy do rodziny białek rybosomalnych L29P. Jako białko rybosomalne ulokowane jest w cytoplazmie.  Co typowe dla genów kodujących białka rybosomów, w obrębie genomu znajdują się liczne rozsiane pseudogeny tego genu.